# Lanuza
Lanuza é um município de  quarta classe de renda municipal (d) na província Surigao do Sul, nas Filipinas. De acordo com o censo de 1 de maio  de  2020 possui uma população de 13 642 pessoas e 3 173 domicílios.